# Irmãos arvais
Os irmãos arvais (em latim: Fratres Arvales; lit. "irmãos dos campos") eram um colégio de sacerdotes romanos antigos vitalícios que tinham esse nome, pois, segundo Varrão, tinham como dever original realizar sacrifícios anuais para a boa fertilidade do campo. Era um colégio extremamente antigo e segundo a tradição romana teria sido instituído pelo rei Rômulo (r. 753–717 a.C.). Segundo as lendas, quando Aca Larência, a camponesa que cuidou de Rômulo e Remo quando bebês, perdeu um de seus doze filhos, Rômulo permitiu-se ser adotado por ela e nomeou os filhos restantes e a si mesmo como "irmãos arvais". Segundo William Smith, os sodais tícios (em latim: Sodales Titii), um antigo colégio sacerdotal instituído para presidir os ritos religiosos sabinos, representavam a contraparte sabina dos irmãos arvais latinos.

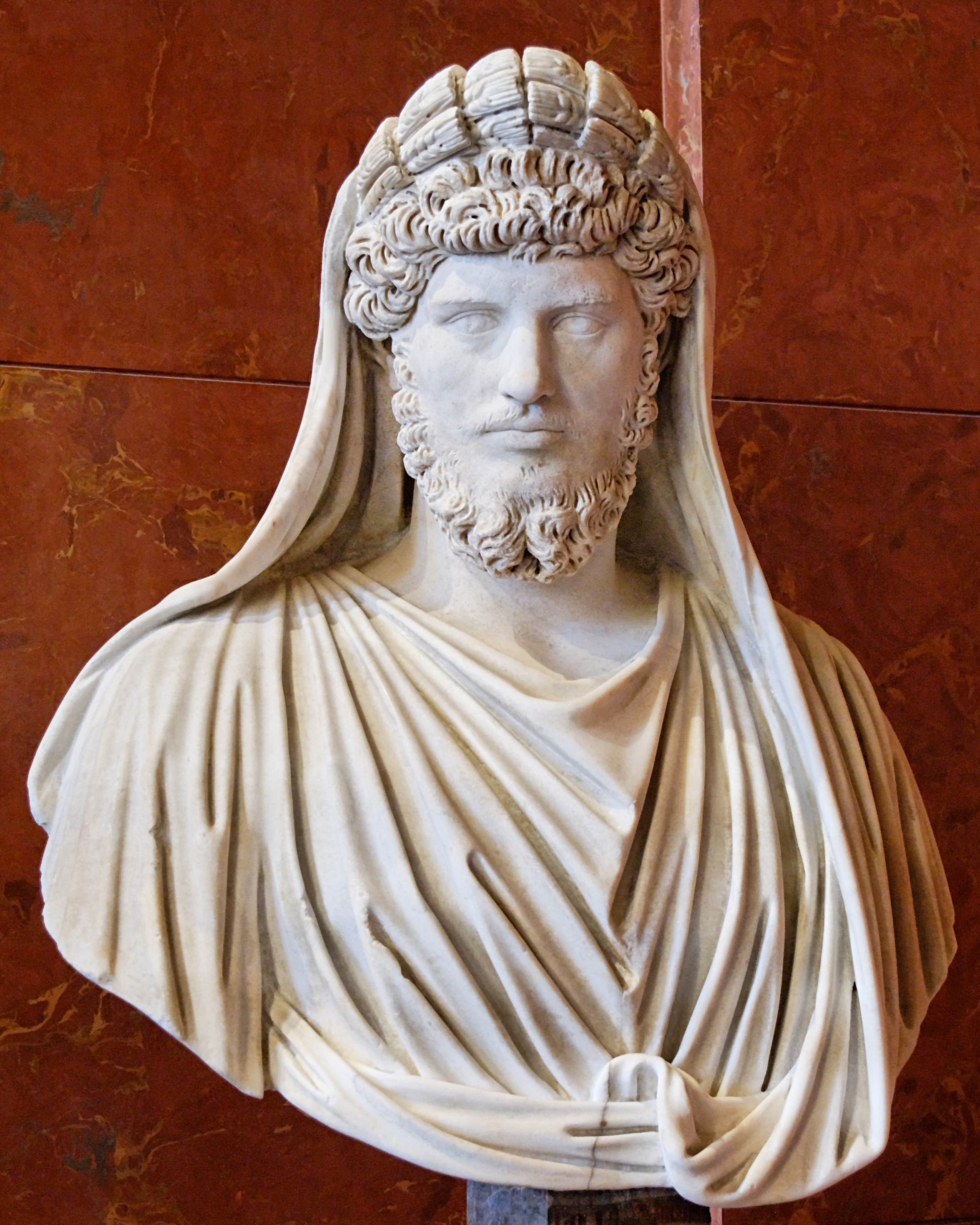
Busto do imperador romano Lúcio Vero r. como um arval

## História
Os irmãos arvais trajavam uma grinalda de feixes de grãos em suas cabeças com uma faixa branca. Totalizavam 12 sacerdotes segundo as lendas, embora não mais que nove eram registrados nas inscrições. Um de seus deveres anuais era celebrar um festival de três dias para Dea Dia (possivelmente Ceres), por vezes realizado em 17, 19 e 20 ou 27, 29 e 30 de maio. Ele era anunciado pelo mestre deles, nomeado anualmente, a partir do Templo de Concórdia no Capitólio. No primeiro e último destes dias, os irmãos arvais reuniam-se na residência de seu mestre para realizar oferendas a deusa, e no segundo reuniam-se no bosque da mesma deusa, situado 5 mi (8,05 km) ao sul de Roma, e lá ofereciam sacrifícios à fertilidade da terra. Durante as celebrações, os sacerdotes recitavam a chamada Canção Arval (em latim: Carmen Arvale); uma inscrição proveniente do primeiro ano do reinado do imperador romano Heliogábalo (r. 218–222), que foi eleito membro do colégio com o nome Marco Aurélio Antonino Pio Félix, descreve a canção recitada pelos arvais.
Durante o período republicano e provavelmente imperial, eles reuniam-se na Régia, um edifício religioso do Fórum Romano atribuído a Numa Pompílio (r. 715–673 a.C.). No período imperial eram requeridos em várias ocasiões para fazer votos e oferecer ações de graças. Além disso, realizavam sacrifícios no Capitólio durante a pompa circense e ao menos uma vez sacrificaram em honra a Augusto no Templo do Divino Augusto e em honra a Marte Vingador, Salo e o gênio do príncipe no Templo de Marte Vingador. Segundo Estrabão, durante o reinado de Tibério (r. 14–37), foram convocados para realizar sacrifícios na Ambarvália em vários lugares das fronteiras do campo romano (ager romanus), o território original de Roma, bem como em outros lugares como Festi, situada cinco ou seis milhas da capital, na direção de Alba Longa.
Os irmãos arvais foram quase completamente esquecidos durante a República Romana, porém foram revividos no principado por Augusto (r. 27 a.C.–14 d.C.). Eles são citados em inscrições que datam até pelo menos do reinado de Gordiano III (r. 238–244), ou até o ano 325, embora seja provável que não tenham sido abolidos até o reinado de Teodósio I (r. 378–395), quando outros colégios de sacerdotes pagãos foram extintos. Na Igreja Católica havia ritos muito semelhantes àqueles realizados pelos irmãos arvais. Eles consistiam em procissões através dos campos, acompanhadas por suplicantes (rogationes), para a bênção das futas da terra, e que eram realizadas durante três dias na semana de Pentecostes. Tais costumes foram abolidos durante as reformas da Igreja no século XVI em consequência de seu abuso. Após as reformas, tais perambulações restringiram-se às fronteiras das zonas urbanas.